# Stwolna
Stwolna (biał. Ствольна; ros. Ствольно, Stwolno) – wieś na Białorusi, w obwodzie witebskim, w rejonie lepelskim, w sielsowiecie Domżarycy. W 2009 roku liczyła 15 mieszkańców.